# UR Natriumcarbonatwagen CGB
Die gedeckten Güterwagen der Bauart CGB (Covered Goods Bogie) wurden ab 1914 ursprünglich für die Uganda Railway (UR) in Ostafrika gebaut.

## Geschichte
1914 bestellte die UR bei der Leeds Forge Company in England gedeckte Güterwagen mit Drehgestellen für den Transport von Natriumcarbonat. Da dieses in loser Schüttung transportiert wurde, mussten die Türen wesentlich dichter schließen als bei herkömmlichen Güterwagen üblich. Die Wagen waren komplett aus Stahl gefertigt. Im Laufe der Zeit gab es mehrere Nachbestellungen, so beispielsweise 100 Exemplare in 1925. Die Grundmaße blieben stets gleich, lediglich Details wurden verbessert.
Mit der Umbenennung der Gesellschaft in Kenya and Uganda Railways (KUR) 1926 bekamen die Wagen eine neue Lackierung und Beschriftung. Ein weiteres Mal mussten die Wagen 1948 beim Zusammenschluss der KUR mit der Tanganyika Railway zu den East African Railways umbeschriftet werden. Wie lange sie dort noch im Einsatz waren, ist nicht genau bekannt.